# Turó de les Guixeres
El Turó de les Guixeres  és una muntanya de 402 metres que es troba al municipi d'Òdena, a la comarca de l'Anoia.